# Морские лисички
Морские лисички, или лисичковые, или агоновые (лат. Agonidae), — семейство морских лучепёрых рыб из отряда скорпенообразных.

## Описание
Общая длина тела лисичковых рыб от 7 см (Bothragonus occidentalis) до 50 см (Podothecus sachi). У последнего вида самцы бывают крупнее самок, у других видов (Agonomalus jordani), наоборот, самки крупнее самцов. Форма тела сильно варьирует от обычной удлинённой веретенообразной до уплощенной дорсо-вентрально (Agonus и др.), реже до значительно сжатой с боков (Percis, Bothragonus), причем в этом случае тело бывает довольно высоким (Agonomalus, Hypsagonus). Тело лисичковых покрыто несколькими рядами заходящих друг на друга костных пластинок, образующих своего рода панцырь. Расположение пластинок на теле правильными рядами придает ему многогранную форму, обычно восьмигранную, а на хвостовом стебле — шестигранную. Окраска морских лисичек обычно однотонная темно-коричневая, плавники прозрачные, иногда с темными пятнышками, но у глубоководного вида Bathyagonus nigripinnis плавники интенсивно черные. Однако у некоторых представителей родов Agonomalus, Hypsagonus и Percis встречается очень пестрая окраска — на красном фоне темные и жёлтые полосы и пятна разнообразной формы. Брюшной плавник торакальный, с одной колючкой и двумя мягкими лучами. Спинных плавников обычно два, они заметно отделены один от другого. Иногда первый спинной плавник развит слабо и трудно различим (Bothragonus occidentalis) или совершенно отсутствует (Ulcina и Aspidophoroides). В первом спинном плавнике, если он имеется, 2—21 колючих, во втором 4—14 мягких лучей. В анальном плавнике 4—28 мягких лучей, основных лучей хвостового плавника 10—12. Лучи всех плавников неветвистые, настоящих колючих лучей в спинном и анальном плавниках нет. Анальное отверстие сдвинуто вперед под грудные плавники и обычно сильно приближено к основанию брюшных плавников, прикрепленных под грудными плавниками или впереди их оснований. Лучей жаберной перепонки 5 или 6. Позвонков 34—47. Отсутствуют предорсальная кость и плавательный пузырь. Основная подъязычная кость, если имеется, рудиментарная. Табличная кость одна или её нет совсем. Рот маленький, часто окруженный усиками, иногда в большом количестве, особенно у рыб с нижним ртом (Podothecus). У рыб с конечным ртом усики малочисленные, короткие или совсем отсутствуют; у рыб же с верхним ртом они также малы, или отсутствуют, или у некоторых (Pallasina) имеется один утолщенный длинный усик на вершине выступающей вперед нижней челюсти. Зубы мелкие или отсутствуют вовсе.

## Ареал и места обитания
Обитатели холодных морей. Ареал семейства охватывает Северный Ледовитый океан, северную часть Атлантического и Тихого океанов (на юг до Японии и северной Мексики), и южные области Южной Америки (юг Чили и Аргентина), включая Магелланов пролив и Фолклендские острова. Большинство видов встречаются на севере Тихого океана и только 6 видов в других водах: 4 в Арктике и северной Атлантике (Agonus cataphractus, Aspidophoroides monopterygius, Leptagonus decagonus и Ulcina olrikii), и 2 в южном полушарии (Agonopsis asperoculis в юго-западной Атлантике и A. chiloensis в юго-восточной Пацифике). Обитают в широком диапазоне глубин, от прибрежных мелководий до глубины превышающей 1000 м в пределах материкового шельфа и даже материкового склона. Обычно агоновые встречаются в пределах материковой отмели на глубинах в среднем от 14 до 126 м, однако многие виды встречаются в самых верхних горизонтах сублиторали, а некоторые, наоборот, придерживаются довольно глубокого дна, до 400 м (Aspidophoroides bartoni) и даже до 600 м (Sarritor frenatus occidentalis). Некоторые лисичковые встречаются в лужах и ваннах в пределах отливной полосы (Bothragonus). Донные рыбы. Прибрежные виды предпочитают каменистый и галечный грунт, крупный песок, реже песок и илистый песок. Глубоководные виды также придерживаются твердых грунтов, но нередко встречаются на более мягких, таких, как илистый песок, песчанистый, или даже изредка на чистом иле (Podothecus acipenserinus). Обитают в прибрежных водах с нормальной морской соленостью (33—34 ‰), хотя некоторые виды (Brachyopsis rostratus, Pallasina barbata, Podothecus gilberti) встречаются в водах с несколько пониженной соленостью (около 30 ‰).

## Образ жизни
Морские лисички плавают плохо и миграций не совершают. Встречаются обычно отдельными особями и скоплений не образуют, но иногда один вид (Podothecus gilberti) попадает в оттер-тралы в значительных количествах (до 1000 экземпляров за час траления). Нерест агоновых рыб обычно летний или летне-осенний, единовременный (Percis japonicus, Leptagonus decagonus), но бывает и весной, в марте (Agonus cataphractus). Икра крупная, с толстой оболочкой, клейкая. Питаются планктонными и донными рачками, такими как амфиподы и евфаузиевые рачки, и полихетами. Сами в свою очередь, по-видимому, служат кормом для крупных хищных рыб. В пищу не употребляются и промыслового значения не имеют.

## Классификация

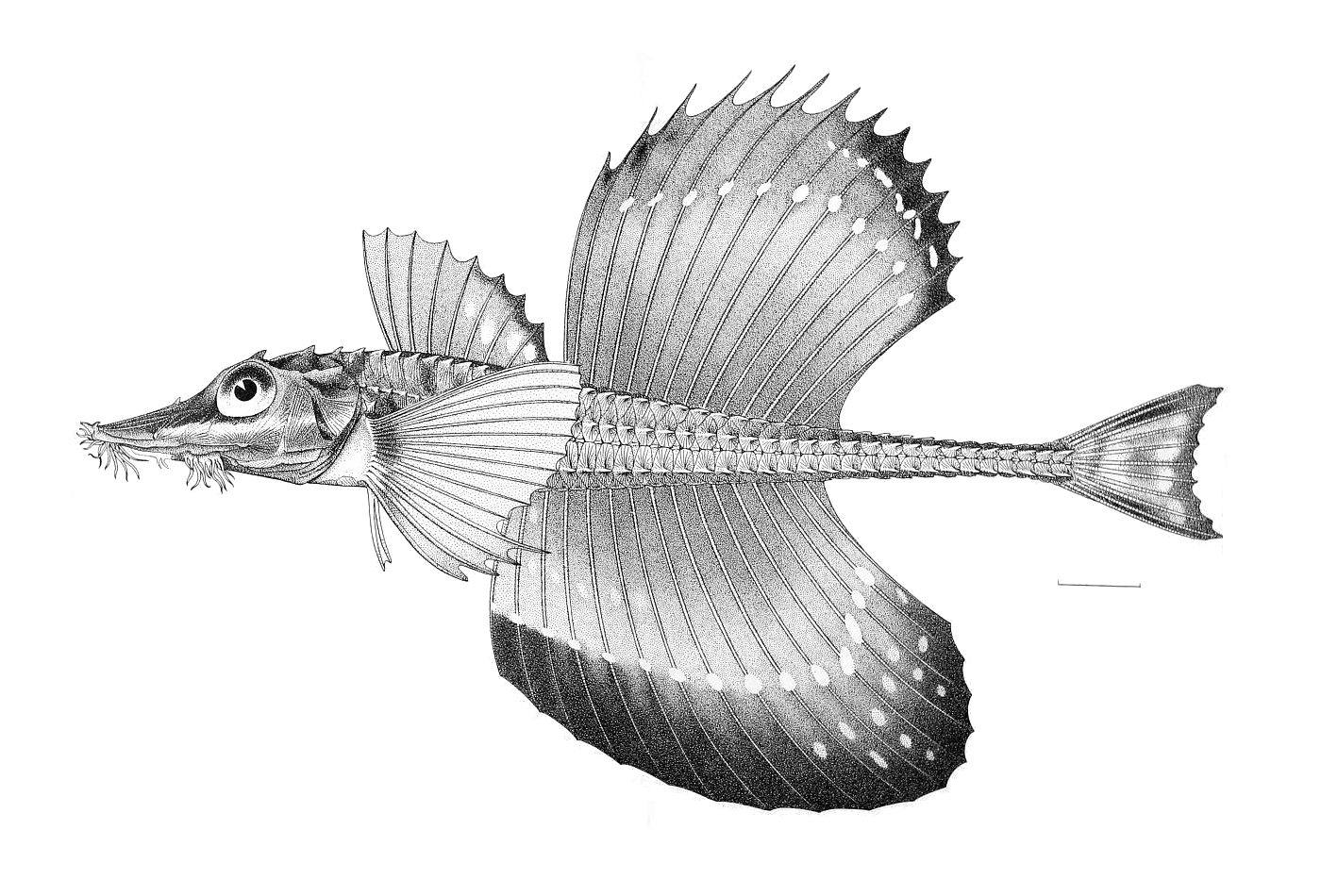
Лисичка-дракон (Podothecus sachi)

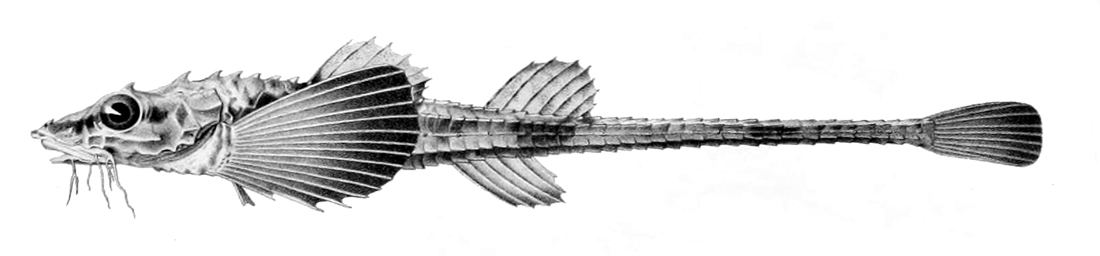
Длинноусая лисичка (Leptagonus decagonus)

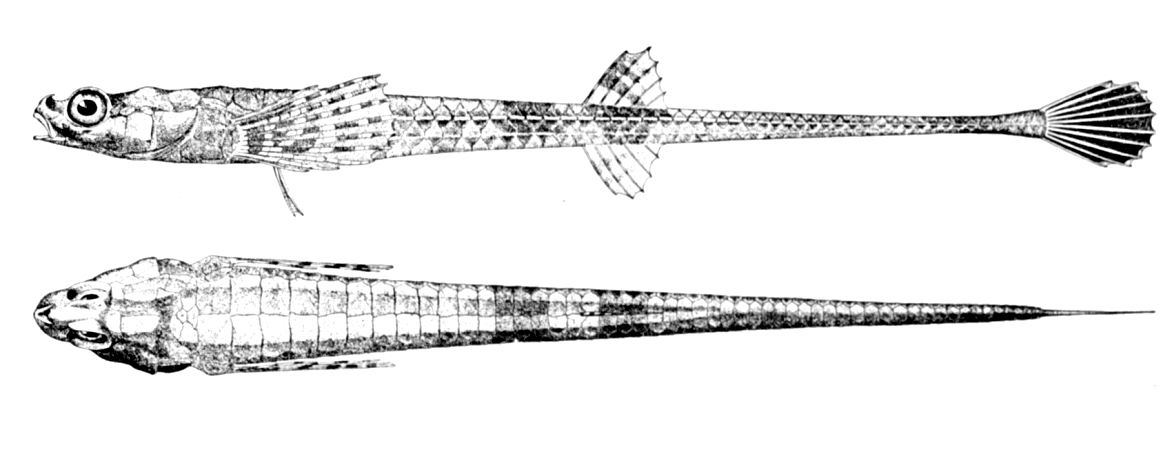
Тихоокеанская однопёрая лисичка (Aspidophoroides monopterygius)

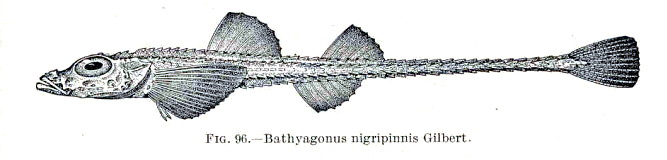
Чернопёрая лисичка (Bathyagonus nigripinnis)

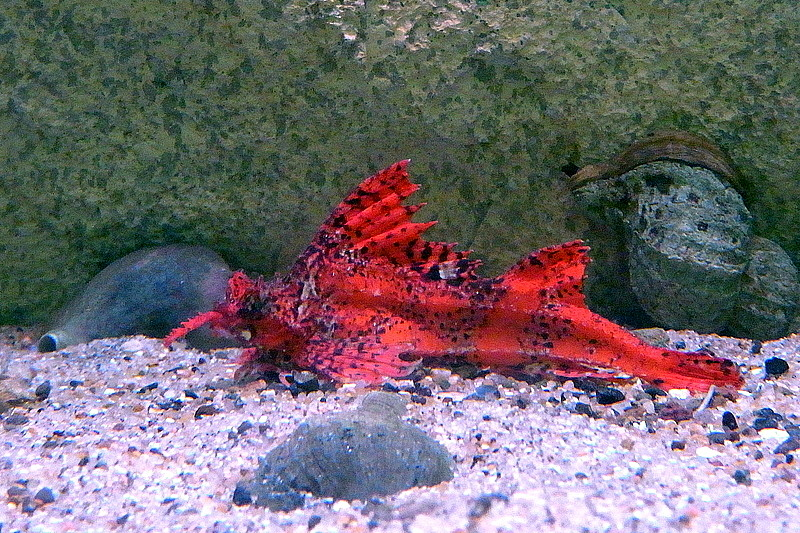
Хоботной агономал (Agonomalus proboscidalis)

В семействе Agonidae 8 подсемейств с 25 родами и 59 видами:
- Подсемейство Hypsagoninae
  - Род Agonomalus — Агономалы[4]
    - Agonomalus jordani — Агономал Джордена[5]
    - Agonomalus mozinoi
    - Agonomalus proboscidalis — Хоботной агономал[5]

  - Род Hypsagonus — Гипсагоны[4]
    - Hypsagonus corniger — Рогатый гипсагон[5], или южный гипсагон[6]
    - Hypsagonus quadricornis — Четырехрогий гипсагон[6], или северный гипсагон[6]

  - Род Percis — Собачьи лисички, или перцисы[4]
    - Percis japonica — Японская лисичка[5], или японская собачья лисичка[6]
    - Percis matsuii
- Подсемейство Bathyagoninae
  - Род Bathyagonus
    - Bathyagonus alascanus
    - Bathyagonus infraspinatus
    - Bathyagonus nigripinnis — Чернопёрая лисичка[6], или чернопёрая глубоководная лисичка[6]
    - Bathyagonus pentacanthus

  - Род Odontopyxis
    - Odontopyxis trispinosa

  - Род Xeneretmus
    - Xeneretmus latifrons
    - Xeneretmus leiops
    - Xeneretmus ritteri
    - Xeneretmus triacanthus
- Подсемейство Bothragoninae
  - Род Bothragonus
    - Bothragonus occidentalis — Западный ботрагон[5]
    - Bothragonus swanii
- Подсемейство Anoplagoninae
  - Род Anoplagonus
    - Anoplagonus inermis
    - Anoplagonus occidentalis — Западный аноплагон[5]

  - Род Aspidophoroides
    - Aspidophoroides monopterygius — Тихоокеанская однопёрая лисичка[6], или тихоокеанский щитонос[5], или щитонос Бартона[5]
    - Aspidophoroides olrikii — Ледовитоморская лисичка[4], или арктическая лисичка-аллигатор[6], или ульцина[4]
- Подсемейство Agoninae
  - Род Agonopsis
    - Agonopsis asperoculis
    - Agonopsis chiloensis
    - Agonopsis sterletus
    - Agonopsis vulsa

  - Род Agonus — Европейские лисички
    - Agonus cataphractus — Европейская лисичка[4]

  - Род Freemanichthys
    - Freemanichthys thompsoni — Гребенчатая лисичка[5], или гребенчатая лисичка Томпсона[6]

  - Род Leptagonus
    - Leptagonus decagonus — Длинноусая лисичка[5], или лептагон[4], или гренландская лисичка[6]

  - Род Podothecus
    - Podothecus accipenserinus — Осетровая лисичка[6], или многоусая лисичка[6]
    - Podothecus hamlini — Курильская лисичка
    - Podothecus sachi — Лисичка-дракон
    - Podothecus sturioides — Дальневосточная лисичка[5]
    - Podothecus veternus — Малоусая лисичка[5], или беззубая лисичка[5]

  - Род Sarritor
    - Sarritor frenatus — Тонкохвостая лисичка[6]
    - Sarritor knipowitschi
    - Sarritor leptorhynchus — Тонкорылая лисичка[5]
- Подсемейство Brachyopsinae
  - Род Brachyopsis
    - Brachyopsis segaliensis — Сахалинская лисичка[5], или длиннорылая лисичка[6]

  - Род Chesnonia
    - Chesnonia verrucosa

  - Род Occella
    - Occella dodecaedron — Двенадцатигранная лисичка[5]
    - Occella iburia
    - Occella kasawae
    - Occella kuronumai

  - Род Pallasina
    - Pallasina barbata — Игловидная лисичка[6], или бородатая палласина[5]

  - Род Stellerina
    - Stellerina xyosterna

  - Род Tilesina
    - Tilesina gibbosa — Тилезина[5]